# Biinîci, Drohobîci
Biinîci (în ucraineană Бійничі) este un sat în comuna Nîjni Haii din raionul Drohobîci, regiunea Liov, Ucraina.

## Demografie
Componența lingvistică a localității Biinîci
     Ucraineană (99,64%)
     Alte limbi (0,36%)
Conform recensământului din 2001, majoritatea populației localității Biinîci era vorbitoare de ucraineană (99,64%), existând în minoritate și vorbitori de alte limbi.